# Mount Williamson
Mount Williamson – szczyt w USA, w środkowej części stanu Kalifornia, położony około 10 km na północny zachód od miasta Lone Pine, na terenie hrabstwa Inyo w Kings Canyon National Park. Jest to drugi pod względem wysokości, po Mount Whitney, szczyt w górach Sierra Nevada. Jest to dominujący szczyt, wznoszący ponad 2700 m nad doliną Owens Valley i około 8,77 km na północ od Mount Whitney. Obecną nazwę szczytowi nadano na cześć amerykańskiego topografa, geodety Majora R. S. Williamsona, badacza zachodniego wybrzeża Stanów Zjednoczonych.